# Adam Huth
Adam Johannes Huth (* 17. März 1696 in Orb; † 17. September 1771 in Mannheim) war ein deutscher Jesuit, Theologe und Kirchenrechtler.

## Leben
Huth wurde am 16. März 1713 an der Universität Würzburg immatrikuliert. Am 13. Juli 1741 trat er in Mainz dem Jesuitenorden bei, erhielt in Würzburg den philosophischen Magistergrad und widmete sich dann dem Studium der Theologie und des kanonischen Rechts. Von 1726 bis 1736 hatte er eine Stellung als ordentlicher Professor des kanonischen Rechts an der juristischen Fakultät der Universität Heidelberg inne. In dieser Zeit wurde er einerseits am 8. Februar 1729 zum Dr. iur. can. promoviert und legte andererseits am 15. August 1729 seine Profess ab. Daneben war er in den Jahren 1729 und 1733 Dekan der juristischen Fakultät. Außerdem war er Vorstand des Heidelberger Jesuitenkonvikts. 
Huth hatte in seiner Heidelberger Zeit Protestanten als Ketzer bezeichnet. Aufgrund einer Beschwerde durch die Reformierten erließ Kurfürst Karl Philipp ein Dekret, wonach die Professoren für ihre Thesen eine Approbation durch die Fakultät benötigten.
Huth war ab 1736 am Jesuitenkolleg in Mannheim. Vom 17. Dezember 1747 bis 1751 war er Rektor des Jesuitenkollegs in Würzburg und anschließend von 1752 bis 1754 Beichtvater des Würzburger Fürstbischofs Karl Philipp von Greiffenclau zu Vollrads. Ab dem 15. August 1755 war er Rektor des Kollegs in Mannheim und ab dem 11. Oktober 1758 in Mainz. Am 10. November 1761 wurde er zum Provinzial ernannt. Das Amt hatte er bis 1764 inne. Am 1. März 1768 kehrte er nach Mannheim zurück. Seine kirchenrechtlichen Werke sollen mehr von praktischer, als von wissenschaftlicher Bedeutung gewesen sein.

## Werke (Auswahl)
- Liber V. Decretalium de delictis et poenis ... in methodum brevem et claram redactus, Hörth, Heidelberg 1728.
- Jus canonicum ad libros V decretalium Greg. IX. explicatum et per quaestiones ac responsa in methodum brevem et claram redactum., 5 Bände, Wolff, Augsburg 1730–1738.
- Casus juridico-canonici de sponsalibus et matrimonio in omnes titulos libri IV. decretal. Greg. IX. publici juris facti, Fulda 1742.